# Корейський квартал
Корейський квартал (кор.: хангиль: 코리아타운), також відомий як Маленька Корея або Маленький Сеул — це етнічний анклав, де домінують корейці, у межах міста чи агломерації за межами Корейського півострова. Загалом за межами Кореї станом на 2019 рік живе 7,493,587 людей.

## Історія

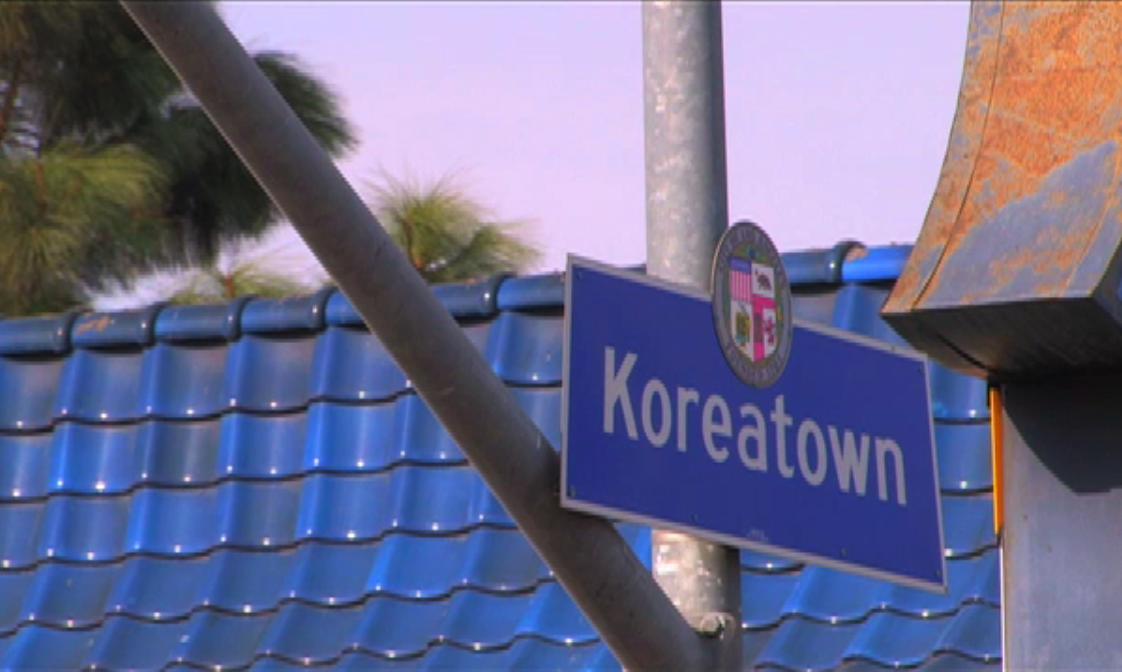
Корейський квартал у Лос-Анджелесі

Корейські квартали як східноазійський етнічний анклав існують лише з середини 1860-х років, оскільки Корея протягом століть була територіально стабільною державою; Чжеюн Кім описує це так: «Відповідність території, державного устрою та населення сприймалася як належне». Масштабна еміграція з Кореї відбувалася лише переважно на Далекий Схід Росії та Північно-Східний Китай; ці емігранти стали предками 2 мільйонів корейців у Китаї та кількох сотень тисяч етнічних корейців у Центральній Азії.
Корейські квартали в західних країнах, таких як США та Канада, з'явилися набагато пізніше, а корейське містечко в Лос-Анджелесі отримало офіційне визнання у 2008 році. Крім того, багато корейських містечок не мають офіційного статусу, і єдиним свідченням існування таких анклавів є скупчення корейських магазинів з корейськими вивісками, що існують лише на вітринах магазинів. У 1992 році під час заворушень у Лос-Анджелесі багато корейських бізнесів стали мішенями, а вивіски слугували лише для того, щоб вказати мішені для бунтівників. У корейському кварталі Філадельфії антикорейські настрої були настільки сильними, що офіційні вивіски часто піддавалися вандалізму, оскільки мешканці протестували проти «офіційного визнання» таких районів, через що багато корейських кварталів у західних країнах ніколи не мали офіційного статусу, який сьогодні отримують багато китайських кварталів. Багато корейських кварталів сьогодні існують у передмісті, на відміну від міських районів Чайнатауну, головним чином тому, що багато етнічних корейців, особливо в західних країнах, побоюються злочинності, яка часто асоціюється з міським житлом, і вищої якості шкіл, оскільки освіта часто є головним пріоритетом, саме тому корейські містечка Філадельфії існують у передмісті, наприклад, у Челтенхемі, штат Пенсильванія, замість того, щоб бути розташованими в районі Олні у Філадельфії, де вони були спочатку.